# Hirase Tomoyuki
Hirase Tomoyuki (平瀬 智行 Hirase Tomoyuki, sinh ngày 23 tháng 5 năm 1977) là một cựu cầu thủ bóng đá người Nhật Bản. Anh thi đấu cho đội tuyển quốc gia Nhật Bản. Anh thi đấu cho Kashima Antlers, Yokohama F. Marinos, Vissel Kobe và Vegalta Sendai.
Hirase có 2 lần ra sân cho đội tuyển quốc gia Nhật Bản và thi đấu tại Thế vận hội Mùa hè 2000.

## Thống kê câu lạc bộ
| Thành tích câu lạc bộ | Thành tích câu lạc bộ | Thành tích câu lạc bộ | Giải vô địch | Giải vô địch | Cúp                   | Cúp                   | Cúp Liên đoàn | Cúp Liên đoàn | Châu lục      | Châu lục      | Tổng cộng | Tổng cộng |
| Mùa giải              | Câu lạc bộ            | Giải vô địch          | Số trận      | Bàn thắng    | Số trận               | Bàn thắng             | Số trận       | Bàn thắng     | Số trận       | Bàn thắng     | Số trận   | Bàn thắng |
| Nhật Bản              | Nhật Bản              | Nhật Bản              | Giải vô địch | Giải vô địch | Cúp Hoàng đế Nhật Bản | Cúp Hoàng đế Nhật Bản | Cúp Liên đoàn | Cúp Liên đoàn | Châu Á        | Châu Á        | Tổng cộng | Tổng cộng |
| --------------------- | --------------------- | --------------------- | ------------ | ------------ | --------------------- | --------------------- | ------------- | ------------- | ------------- | ------------- | --------- | --------- |
| 1996                  | Kashima Antlers       | J1 League             | 0            | 0            | 0                     | 0                     | 0             | 0             | -             | -             | 0         | 0         |
| 1997                  | Kashima Antlers       | J1 League             | 1            | 0            | 0                     | 0                     | 0             | 0             | -             | -             |           |           |
| Brazil                | Brazil                | Brazil                | Giải vô địch | Giải vô địch | Copa do Brasil        | Copa do Brasil        | Cúp Liên đoàn | Cúp Liên đoàn | South America | South America | Tổng cộng | Tổng cộng |
| 1998                  | CFZ                   |                       |              |              |                       |                       |               |               | -             | -             |           |           |
| Nhật Bản              | Nhật Bản              | Nhật Bản              | Giải vô địch | Giải vô địch | Cúp Hoàng đế Nhật Bản | Cúp Hoàng đế Nhật Bản | Cúp Liên đoàn | Cúp Liên đoàn | Châu Á        | Châu Á        | Tổng cộng | Tổng cộng |
| 1999                  | Kashima Antlers       | J1 League             | 22           | 5            | 2                     | 0                     | 2             | 0             | -             | -             |           |           |
| 2000                  | Kashima Antlers       | J1 League             | 26           | 11           | 5                     | 0                     | 5             | 4             |               |               |           |           |
| 2001                  | Kashima Antlers       | J1 League             | 23           | 0            | 3                     | 2                     | 3             | 1             | -             | -             |           |           |
| 2002                  | Kashima Antlers       | J1 League             | 7            | 2            | -                     | -                     | 5             | 1             |               |               |           |           |
| 2002                  | Yokohama F. Marinos   | J1 League             | 19           | 2            | 2                     | 1                     | -             | -             | -             | -             | 21        | 3         |
| 2003                  | Kashima Antlers       | J1 League             | 28           | 7            | 4                     | 0                     | 4             | 1             | 2             | 1             | 38        | 9         |
| 2004                  | Kashima Antlers       | J1 League             | 11           | 0            | -                     | -                     | 5             | 1             | -             | -             | 16        | 1         |
| 2004                  | Vissel Kobe           | J1 League             | 10           | 1            | 1                     | 0                     | -             | -             | -             | -             | 11        | 1         |
| 2005                  | Vissel Kobe           | J1 League             | 19           | 4            | 1                     | 0                     | 3             | 0             | -             | -             | 23        | 4         |
| 2006                  | Vissel Kobe           | J2 League             | 30           | 3            | 1                     | 1                     | -             | -             | -             | -             | 31        | 4         |
| 2007                  | Vissel Kobe           | J1 League             | 3            | 0            | 0                     | 0                     | 1             | 0             | -             | -             | 4         | 0         |
| 2008                  | Vegalta Sendai        | J2 League             | 38           | 11           | 0                     | 0                     | -             | -             | -             | -             | 38        | 11        |
| 2009                  | Vegalta Sendai        | J2 League             | 40           | 8            | 1                     | 1                     | -             | -             | -             | -             | 41        | 9         |
| 2010                  | Vegalta Sendai        | J1 League             | 11           | 0            | 1                     | 0                     | 5             | 0             | -             | -             | 17        | 0         |
| Tổng cộng             | Nhật Bản              | Nhật Bản              | 288          | 54           | 21                    | 5                     | 33            | 8             |               |               |           |           |
| Tổng cộng             | Brazil                |                       |              |              |                       |                       |               |               |               |               |           |           |
| Tổng cộng sự nghiệp   |                       |                       |              |              |                       |                       |               |               |               |               |           |           |

## Thống kê đội tuyển quốc gia

### Số lần ra sân trong các giải đấu lớn
| Year | Giải đấu                          | Thể loại | Số trận | Số trận | Bàn thắng | Thành tích đội bóng |
| Year | Giải đấu                          | Thể loại | Start   | Sub     | Bàn thắng | Thành tích đội bóng |
| ---- | --------------------------------- | -------- | ------- | ------- | --------- | ------------------- |
| 2000 | Vòng loại Cúp bóng đá châu Á 2000 | ĐTQG     | 0       | 1       | 0         | Vào vòng trong      |
| 2000 | Thế vận hội 2000                  | U-23     | 0       | 1       | 0         | Tứ kếts             |

| Đội tuyển quốc gia Nhật Bản | Đội tuyển quốc gia Nhật Bản | Đội tuyển quốc gia Nhật Bản |
| Năm                         | Số trận                     | Bàn thắng                   |
| --------------------------- | --------------------------- | --------------------------- |
| 2000                        | 2                           | 0                           |
| Tổng                        | 2                           | 0                           |